# Nho Agh Shani
Agh Shani (tiếng Azerbaijani: Ağ şanı) (Còn được gọi là Agh Shany hoặc Shani trắng) là một loại nho có da màu vàng  có thể được trưng bày trên bàn  và cũng đã được xuất khẩu và được trồng ở các vùng khác nhau của Azerbaijan và trong khu vực Derbend, Astrakhan và Volgograd thuộc Nga.